# Forest Acres
Forest Acres est une municipalité américaine située dans le comté de Richland en Caroline du Sud. Selon le recensement de 2010, Forest Acres compte 10 361 habitants.

## Géographie
La municipalité s'étend sur 4,97 milles carrés (12,87 km2), dont 0,37 milles carrés (0,96 km2) d'étendues d'eau.

## Histoire
Dans les années 1920, John Hughes Cooper et James Henry Hammond achètent des terres en banlieue de Columbia, qui deviennent des propriétés prisées par les hommes d'affaires de la capitale de Caroline du Sud. En 1935, la localité devient une municipalité, pour recevoir des fonds de la Work Projects Administration pour la construction de routes.

## Démographie
La population de Forest Acres est estimée à 10 542 habitants au 1er juillet 2016.
Le revenu par habitant était en moyenne de 41 174 dollars par an entre 2012 et 2016, supérieur à la moyenne de la Caroline du Sud (25 521 dollars) et des États-Unis (29 829 dollars). Sur cette même période, 10,8 % des habitants de Forest Acres vivaient sous le seuil de pauvreté (contre 15,3 % dans l'État et 12,7 % à l'échelle du pays).
| 1940 | 1950  | 1960  | 1970  | 1980  | 1990  |
| ---- | ----- | ----- | ----- | ----- | ----- |
| 323  | 3 240 | 3 842 | 6 808 | 6 062 | 7 197 |

| 2000   | 2010   | - | - | - | - |
| ------ | ------ | - | - | - | - |
| 10 558 | 10 361 | - | - | - | - |